# الأراضي المنخفضة الإسبانية

خريطة هولندا الإسبانية باللون البرتقالي قبل الانشقاق.

يُعبر اسم الأراضي المنخفضة الإسبانية (بالإسبانية: بايزيس باخوس إسبانيوليز؛ بالهولندية: سبانسي نيدرلاندين؛ الفرنسية: بيباز إزبانيول؛ بالألمانية: شبانيشي نيدرلاندي) عن الأراضي المنخفضة الهابسبورجية التي حكمتها سلطة هابسبورغ الإسبانية بين عامي 1556 و1714. كانت الأراضي المنخفضة الإسبانية مجموعةً من دول الإمبراطورية الرومانية المقدسة في البلدان المنخفضة، والتي وضعها التاج الإسباني في اتحاد شخصي (وتسمى أيضًا إسبانيا هابسبورغ). تضم هذه المنطقة معظم ولايات بلجيكا ولوكسمبورغ الحالية، بالإضافة إلى أجزاء من شمال فرنسا وجنوب هولندا وغرب ألمانيا، وقد كانت مدينة بروكسل عاصمةً لها.
ورثت أسرة هابسبورغ النمساوية إقطاعيات الأراضي المنخفضة البورغندية الإمبراطورية السابقة من عائلة فالوا- بورغندي التي انقرضت مع وفاة ماري دوقة بورغونيا في عام 1482. شكلت الأقاليم السبعة عشر مركز مملكة الأراضي المنخفضة الهابسبورجية التي انتقلت إلى إسبانيا هابسبورغ عندما تنازل الإمبراطور شارلكان عن العرش في عام 1556. ظلت بقية المنطقة تحت الحكم الإسباني حتى حرب الخلافة الإسبانية، على الرغم من انفصال جزء من هولندا لتشكيل جمهورية هولندا المستقلة في عام 1581.

## نبذة تاريخية

### خلفية
كانت الإدارة المشتركة لإقطاعيات الأراضي المنخفضة -المتمركزة في دوقية برابنت- موجودةً بالفعل تحت حكم دوق بورغندي فيليب الطيب مع نتصيب ستاتهاودر والدعوة الأولى لإقامة برلمان هولندا في عام 1464. أكدت حفيدة دوق بورغندي ماري على عدد من امتيازات الولايات بموجب اتفاقية الامتياز العظيم الموقعة في عام 1477. أصرت الولايات على الاحتفاظ بامتيازاتها بعد استيلاء الأرشيدوق ماكسيمليان الأول من النمسا زوج ماري على الحكومة، وبلغت المطالبات ذروتها خلال تمرد هوك (حروب السنارة والقد) في كونتية هولندا والثورات الفلمنكية. انتصر ماكسيمليان بدعم من ألبرشت دوق ساكسونيا، واستطاع ابنه فيليب الأول زوج جوانا ملكة قشتالة تولي زمام الحكم في الأراضي المنخفضة الهابسبورجية في عام 1493.
احتفظ فيليب وكذلك ابنه وخليفته شارلكان بلقب «دوق بورغندي» في إشارة منهم إلى إرثهم البورغندي، ولا سيما البلدان المنخفضة ومقاطعة بورغندي الحرة في الإمبراطورية الرومانية المقدسة. غالبًا ما استخدمت عائلة هابسبورغ مصطلح بورغندي للإشارة إلى أراضيهم المتوارثة (كاسم الدائرة الإمبراطورية البورغندية التي تأسست عام 1512على سبيل المثال)، حتى عام 1795 فعليًا، عندما فُقدت الأراضي المنخفضة النمساوية لصالح الجمهورية الفرنسية. كان حاكم هولندا العام مسؤولاً عن إدارة التركات البورغندية في البلدان المنخفضة. وُلد شارلكان ونشأ في البلدان المنخفضة، وغالبًا ما أقام في قصر كودينبرغ في بروكسل.

أعلن شارلكان بموجب المرسوم العملي لعام 1549 الهيمنة الهابسبورغية الموحدة وغير القابلة للتجزئة على المقاطعات السبعة عشر. انقسمت عائلة هابسبورغ إلى فرعين بين عامي 1555 و1556، أحدهما نمساوي ألماني والآخر إسباني، وجاء ذلك بعد قيام شارلكان بالتنازل عن بروكسل. تُركت الأراضي المنخفضة لابنه فيليب الثاني ملك إسبانيا، في حين خلفه شقيقه الأرشيدوق فرديناند الأول بصفته إمبراطورًا رومانيًا مقدسًا. ظلت المقاطعات السبعة عشر إقطاعيات للإمبراطورية الرومانية المقدسة بحكم القانون، ولكنها خضعت منذ ذلك الوقت بحكم الأمر الواقع لسلطة هابسبورغ الإسبانية كجزء من التركات البورغندية.
| تاريخ البلدان المنخفضة                                        | تاريخ البلدان المنخفضة                                                   | تاريخ البلدان المنخفضة                                        | تاريخ البلدان المنخفضة                                          | تاريخ البلدان المنخفضة                                                                        | تاريخ البلدان المنخفضة                                                                        | تاريخ البلدان المنخفضة                                                                        | تاريخ البلدان المنخفضة                                                                        | تاريخ البلدان المنخفضة                                                                        |
| ------------------------------------------------------------- | ------------------------------------------------------------------------ | ------------------------------------------------------------- | --------------------------------------------------------------- | --------------------------------------------------------------------------------------------- | --------------------------------------------------------------------------------------------- | --------------------------------------------------------------------------------------------- | --------------------------------------------------------------------------------------------- | --------------------------------------------------------------------------------------------- |
| فريسي                                                         |                                                                          |                                                               | بيلجي                                                           | بيلجي                                                                                         |                                                                                               |                                                                                               |                                                                                               |                                                                                               |
|                                                               | كنانيفيتاس                                                               | شامافي،توبانتي                                                | شامافي،توبانتي                                                  | بلجيكا الغالية (55 ق.م – حوالي 5م) جرمانيا الصغرى (83 – حوالي القرن 5)                        | بلجيكا الغالية (55 ق.م – حوالي 5م) جرمانيا الصغرى (83 – حوالي القرن 5)                        | بلجيكا الغالية (55 ق.م – حوالي 5م) جرمانيا الصغرى (83 – حوالي القرن 5)                        |                                                                                               |                                                                                               |
|                                                               | كنانيفيتاس                                                               | الفرنجة الساليون                                              |                                                                 | باتافي                                                                                        | باتافي                                                                                        |                                                                                               |                                                                                               |                                                                                               |
| غير مأهولة (حوالي القرنين 4- 5)                               | غير مأهولة (حوالي القرنين 4- 5)                                          | ساكسون                                                        | الفرنجة الساليون (حوالي القرنين 4- 5)                           | الفرنجة الساليون (حوالي القرنين 4- 5)                                                         | الفرنجة الساليون (حوالي القرنين 4- 5)                                                         |                                                                                               |                                                                                               |                                                                                               |
| المملكة الفريزية (حوالي القرن 6–734)                          | المملكة الفريزية (حوالي القرن 6–734)                                     |                                                               | إمبراطورية الفرنجة (481–843)—الإمبراطورية الكارولنجية (800–843) | إمبراطورية الفرنجة (481–843)—الإمبراطورية الكارولنجية (800–843)                               | إمبراطورية الفرنجة (481–843)—الإمبراطورية الكارولنجية (800–843)                               | إمبراطورية الفرنجة (481–843)—الإمبراطورية الكارولنجية (800–843)                               | إمبراطورية الفرنجة (481–843)—الإمبراطورية الكارولنجية (800–843)                               |                                                                                               |
| المملكة الفريزية (حوالي القرن 6–734)                          | المملكة الفريزية (حوالي القرن 6–734)                                     | أوستراسيا (511–687)                                           |                                                                 |                                                                                               |                                                                                               |                                                                                               |                                                                                               |                                                                                               |
|                                                               |                                                                          |                                                               |                                                                 |                                                                                               |                                                                                               |                                                                                               |                                                                                               |                                                                                               |
|                                                               |                                                                          |                                                               |                                                                 |                                                                                               |                                                                                               |                                                                                               |                                                                                               |                                                                                               |
| فرانسيا الوسطى (843–855)                                      | فرانسيا الوسطى (843–855)                                                 | فرانسيا الوسطى (843–855)                                      | فرانسيا الوسطى (843–855)                                        | فرانسيا الوسطى (843–855)                                                                      | مملكة الفرنجة الغربيين (843–)                                                                 |                                                                                               |                                                                                               |                                                                                               |
| لوثارينجيا (855– 959) لورين المنخفضة (959–)                   |                                                                          |                                                               |                                                                 |                                                                                               | مملكة الفرنجة الغربيين (843–)                                                                 |                                                                                               |                                                                                               |                                                                                               |
| فريزيا                                                        |                                                                          |                                                               |                                                                 |                                                                                               |                                                                                               |                                                                                               |                                                                                               |                                                                                               |
| الحرية الفريزية ( القرون 11–16 )                              | مقاطعة هولندا (880–1432)                                                 | أسقفية أوترخت (695–1456)                                      | دوقية برابنت (1183–1430) خيلدرز (1046–1543)                     | دوقية برابنت (1183–1430) خيلدرز (1046–1543)                                                   | مقاطعة فلانديرز (862–1384)                                                                    | مقاطعة هينو (1071–1432) كونتية نامور (981–1421)                                               | أسقفية أمير لياج (980–1794)                                                                   | دوقية لوكسمبورج (1059–1443)                                                                   |
|                                                               | الأراضي المنخفضة البورغندية (1384–1482)                                  |                                                               |                                                                 |                                                                                               |                                                                                               |                                                                                               |                                                                                               |                                                                                               |
|                                                               | الأراضي المنخفضة الهابسبورجية (1482–1795) (الأقاليم السبعة عشر بعد 1543) |                                                               |                                                                 |                                                                                               |                                                                                               |                                                                                               |                                                                                               |                                                                                               |
| جمهورية هولندا (الأراضي المنخفضة السبع المتحدة) (1581–1795)   | جمهورية هولندا (الأراضي المنخفضة السبع المتحدة) (1581–1795)              | جمهورية هولندا (الأراضي المنخفضة السبع المتحدة) (1581–1795)   | جمهورية هولندا (الأراضي المنخفضة السبع المتحدة) (1581–1795)     | الأراضي المنخفضة الأسبانية (1556–1714)                                                        | الأراضي المنخفضة الأسبانية (1556–1714)                                                        | الأراضي المنخفضة الأسبانية (1556–1714)                                                        |                                                                                               |                                                                                               |
|                                                               |                                                                          |                                                               |                                                                 | الأراضي المنخفضة النمساوية (1714–1795)                                                        |                                                                                               |                                                                                               |                                                                                               |                                                                                               |
|                                                               |                                                                          |                                                               |                                                                 | الولايات المتحدة البلجيكية (1790)                                                             | الولايات المتحدة البلجيكية (1790)                                                             | الولايات المتحدة البلجيكية (1790)                                                             | جمهورية لياج (1789–'91)                                                                       |                                                                                               |
|                                                               |                                                                          |                                                               |                                                                 |                                                                                               |                                                                                               |                                                                                               |                                                                                               |                                                                                               |
| الجمهورية الباتافية (1795–1806) المملكة الهولندية (1806–1810) | الجمهورية الباتافية (1795–1806) المملكة الهولندية (1806–1810)            | الجمهورية الباتافية (1795–1806) المملكة الهولندية (1806–1810) | الجمهورية الباتافية (1795–1806) المملكة الهولندية (1806–1810)   | مرتبطة بالجمهورية الفرنسية الأولى (1795–1804) جزء من الإمبراطورية الفرنسية الأولى (1804–1815) | مرتبطة بالجمهورية الفرنسية الأولى (1795–1804) جزء من الإمبراطورية الفرنسية الأولى (1804–1815) | مرتبطة بالجمهورية الفرنسية الأولى (1795–1804) جزء من الإمبراطورية الفرنسية الأولى (1804–1815) | مرتبطة بالجمهورية الفرنسية الأولى (1795–1804) جزء من الإمبراطورية الفرنسية الأولى (1804–1815) | مرتبطة بالجمهورية الفرنسية الأولى (1795–1804) جزء من الإمبراطورية الفرنسية الأولى (1804–1815) |
|                                                               |                                                                          |                                                               |                                                                 |                                                                                               |                                                                                               |                                                                                               |                                                                                               |                                                                                               |
| الإمارة السيادية للأراضي المنخفضة المتحدة (1813–1815)         |                                                                          |                                                               |                                                                 |                                                                                               |                                                                                               |                                                                                               |                                                                                               |                                                                                               |
| مملكة الأراضي المنخفضة المتحدة (1815–1830)                    |                                                                          |                                                               |                                                                 |                                                                                               |                                                                                               |                                                                                               |                                                                                               |                                                                                               |
| هولندا (1839–)                                                | هولندا (1839–)                                                           | هولندا (1839–)                                                | هولندا (1839–)                                                  | بلجيكا (1830–)                                                                                | بلجيكا (1830–)                                                                                | بلجيكا (1830–)                                                                                | بلجيكا (1830–)                                                                                | الدوقية العظمى للوكسمبورغ (1839–)                                                             |
|                                                               |                                                                          |                                                               |                                                                 |                                                                                               |                                                                                               |                                                                                               |                                                                                               | لوكسمبورغ (1890–)                                                                             |

## أعلام
- هندريك بروير